# Лев (знак зодиака)
Лев (лат. Leo) — пятый знак зодиака, соответствующий сектору эклиптики от 120° до 150°, считая от точки весеннего равноденствия; постоянный знак тригона «огонь». В западной астрологии Льву отводится период с 23 июля по 22 августа, времени летней жары. В созвездии Льва Солнце находится с 10 августа по 15 сентября.
Как все зодиакальные знаки стихий огня, это мужской, положительный (движение по часовой стрелке) и активный дом Солнца. Его качества из четырёх элементарных — «горячий» и «сухой»; цвет — жёлтого золота. Это «обитель» Солнца, а «в изгнании» (обитель напротив) — планеты Уран и Сатурн. В схематическом делении тела человека на 12 частей — управляет сердцем, спинным мозгом, а также спиной и кровообращением.
Астрологическая эра Льва продолжалась с 12-го по 10-е тысячелетие до н. э. (11 220 — 9060 годы до н. э.) — по одним источникам, по другим с 11-го по 9-е тысячелетие до нашей эры. После анализа Дендерского зодиака к этой эре относят окончательное погружение Атлантиды (Всемирный потоп) вследствие движения земных полюсов, после которого Солнце, ранее восходившее на западе, стало подниматься утром на востоке. Последующая история человечества наполнилась предупреждениями о возможном повторении катаклизма. Астрологический зодиак движется против часовой стрелки — противоположно астрономическому, который совершает движение по часовой стрелке. И знак Льва изображается не зверем , а его хвостом ♌.
В египетском иероглифическом письме есть отдельные иероглифы для двух частей льва — передней (ḥ3t) и тыльной (pḥ).
| F4 | F22 |

| F4 | F22 |

## Зодиакальный символ
Знак Льва (♌) — пятый (число 5) в порядке следования (корона времени) на колесе жизни, но второй (число 2) в пространственном чередовании (корона пространства). Его стихия — огонь, и выражает он постоянное состояние, присутствие в настоящем, инертность (безжизненность), именуемую на санскрите «тамас» (среди трёх гун тамас занимает среднее место и выражает неизменность).
Противоположный знак — Водолей (♒) с числовым значением 11 в порядке следования и 8 в пространственном чередовании. Сочетание Льва и Водолея — явственное в египетском Большом Сфинксе, индийском Нарасимхе, митраизме и пр. — равняется числу 26 (сложение чисел обеих кругов, или корон: 5+2+11+8), ключевому числу для «колеса жизни», а также имени Бога-Творца в еврейской религии (гематрия непроизносимого имени бога).
В более древнем, чем греко-римский зодиак, Солнце находилось в центре зодиакального круга, а не в доме Льва.
Небесное светило, связанное с созвездием Льва, это Луна, спутник Земли. Числовое значение Земли — 12 в короне пространства. Для Луны дополнительная планета — Венера, с числом 14 в пространственном круге (короне). Вместе Луна и Венера также дают число 26 (12+14).
Инертный (безжизненный) крест «тамас» — крест Христа, стоящий между хорошим и плохим разбойниками — состоит из Льва, знака огня, Тельца, знака стихии земли, Водолея, знака стихии воздуха, и Скорпиона (по-другому, Орла), знака стихии воды. И в короне времени (5+2+11+8), и в пространственном круге (2+5+8+11), данный крест равен 26. Подобные связи показывают математическое превосходство в последовательной связи причин и их следствий. «Колесо жизни», основанное на ключе символов (фр. Clef; основе всех по-настоящему религий), — превосходное знание, наследованное от предков. В действительности речь идёт не об астрологии, но об астрософии, то есть «мудрости небесных светил».

### Тетраморфизм
Находясь между Овном и Стрельцом, Лев — второй символ первостихии огня в данном тригоне. Является частью креста инертности, безжизненности (санскрит. «тамас»), где он первая первостихия, и куда также входят знаки трёх других первостихий: Телец (стихия, элемент земли), Водолей (стихия воздуха) и Скорпион (стихия воды).

#### Дендерский зодиак
На древнеегипетском зодиаке в Дендере Лев занимает 36° зодиакального пояса.

## Западная астрология
В западной астрологии считается, что Солнце находится в знаке Льва приблизительно с 23 июля по 22 августа. Не следует путать знак Льва с созвездием Льва, в котором Солнце находится с 10 августа по 15 сентября.
Знаком Льва управляет Солнце и здесь в изгнании Сатурн.

## Графический символ
Символ Льва ♌ (может не отображаться в некоторых браузерах) в Юникоде находится под десятичным номером 9804 или шестнадцатеричным номером 264C и может быть введён в HTML-код как &#9804; или &#x264C;.
- Лев из «Фастольфского часослова», ныне в Бодлианской библиотеке Оксфордского университета; худ. неизвестный Мастер Фастольфа[фр.]; ок. 1440—1450
- Российская монета «Лев»
- Российская монета «Лев»
- Армянская серебряная монета «Лев»
- Армянская золотая монета «Лев»